# Jahnoporus
Jahnoporus — рід грибів родини Albatrellaceae. Назва вперше опублікована 1980 року.